# Martinez (Californië)
Martinez is een plaats in Contra Costa County in Californië in de VS.

## Demografie
Volgens de census van 2000 bedroeg de bevolkingsdichtheid 1130,4/km² (2927,6/mijl²) en bedroeg het totale bevolkingsaantal 35.866 dat bestond uit:
- 81,03% blanken
- 3,35% zwarten of Afrikaanse Amerikanen
- 0,74% inheemse Amerikanen
- 6,63% Aziaten
- 0,23% mensen afkomstig van eilanden in de Grote Oceaan
- 3,29% andere
- 4,72% twee of meer rassen
- 10,20% Spaans of Latino

Er waren 14.300 gezinnen en 9209 families in Martinez. De gemiddelde gezinsgrootte bedroeg 2,41.

## Geografie
Martinez heeft een totale oppervlakte van 35,3 km² (13,6 mijl²) waarvan 32,7 km² (12,6 mijl²) land en 2,6 km² (1,0 mijl²) of 7,64% water is.
Martinez is met Benicia, ten zuiden van de Carquinez Strait, verbonden door de Benicia-Martinez-brug.

## Economie
In 1913 opende de American Gasoline Company, een dochteronderneming van Royal Dutch Shell er een distributiepunt voor motorbrandstoffen. Tegen het einde van 1915 werd in Martinez de eerste Shell raffinaderij op Amerikaanse bodem in gebruik genomen. Het kon 20.000 vaten ruwe olie per dag verwerken en het produceerde vooral smeermiddelen. Tegenwoordig kan de raffinaderij 165.000 vaten olie per dag omzetten in motorbrandstoffen, kerosine, dieselolie, stookolie, LPG, bitumen en zwavel. De raffinaderij telt ongeveer 700 medewerkers. In oktober 2016 maakte Shell bekend de raffinaderij te willen verkopen en ze rekent op een verkoopopbrengst van meer dan US$ 900 miljoen.

## Plaatsen in de nabije omgeving
De onderstaande figuur toont nabijgelegen plaatsen in een straal van 8 km rond Martinez.

## Geboren
- Joe DiMaggio (1914-1999), honkballer
- Eddie Hart (1948), sprinter